# Lazarus (David Bowie)
Lazarus è un singolo del cantautore britannico David Bowie, il secondo estratto dal venticinquesimo album in studio Blackstar e pubblicato il 17 dicembre 2015.
Distribuito sotto forma di download digitale, il singolo ebbe la sua prima mondiale nel corso del programma BBC Radio 6 Music di Steve Lamacq. Lazarus è l'ultimo singolo pubblicato in vita da David Bowie, deceduto il 10 gennaio 2016, e raggiunse la posizione numero 45 in classifica nella britannica Official Singles Chart, e la numero 40 negli Stati Uniti.

## Descrizione
Secondo quanto affermato dal produttore discografico Tony Visconti, il testo di Lazarus, come anche le altre tracce presenti sull'album, per volontà dello stesso Bowie sono da intendersi come un auto-epitaffio, una riflessione sull'imminente morte del musicista, malato di cancro da tempo.
Il titolo Lazarus era già stato utilizzato da Bowie per un musical recentemente scritto per il New York City Theater. Lo spettacolo è il seguito della storia di Thomas Jerome Newton, protagonista del film, tratto dall'omonimo libro di Walter Tevis, L'uomo che cadde sulla terra.

## Video musicale
Il videoclip, appositamente accorciato ad una versione da 4 minuti circa per il singolo, fu immesso in rete il 7 gennaio 2016 sul canale Vevo di Bowie su YouTube. Il video è diretto da Johan Renck, già regista del video del precedente singolo Blackstar.
Il video mostra principalmente David Bowie, nelle vesti del personaggio con gli "occhi a bottone" già presente nel precedente video di Blackstar, giacere sul letto di morte in una squallida stanzetta. Inoltre, Bowie interpreta anche un poeta, contemporaneamente tormentato ed ispirato dal teschio apparso nel video di Blackstar. Alla fine del video, Bowie scompare dentro un armadio chiudendo le ante dietro di sé. Da notare il fatto che il personaggio del poeta indossi lo stesso vestito indossato da Bowie per una serie di foto realizzate nel 1976 in occasione dell'uscita dell'album Station to Station, una delle quali fu utilizzata come retro di copertina dello stesso album per la riedizione in compact disc del 1990 della Rykodisc. In quella foto Bowie era intento a disegnare l'Albero della Vita della cabala ebraica, composto dalle dieci sfere della creazione.

## Tracce
Testi e musiche di David Bowie.
1. Lazarus – 4:05

## Formazione
Musicisti
- David Bowie – voce, chitarra acustica, chitarra Fender
- Donny McCaslin – sassofono, flauto, legni
- Jason Lindner – pianoforte, organo Wurlitzer, tastiera
- Tim Lefebvre – basso
- Mark Guiliana – batteria, percussioni
- Ben Monder – chitarra

Produzione
- David Bowie – produzione, missaggio
- Tony Visconti – produzione, missaggio, ingegneria del suono agli Human Worldwide
- Tom Elmhirst – missaggio finale
- Joe LaPorta – mastering
- Kevin Killen – ingegneria del suono ai The Magic Shop
- Kabir Hermon – assistenza tecnica ai The Magic Shop
- Erin Tonkon – assistenza tecnica agli Human Worldwide
- Joe Visciano – assistenza al missaggio

## Classifiche
| Classifica (2015/16)         | Posizione massima |
| ---------------------------- | ----------------- |
| Australia                    | 72                |
| Austria                      | 38                |
| Belgio (Fiandre)             | 10                |
| Belgio (Vallonia)            | 45                |
| Canada                       | 14                |
| Francia                      | 35                |
| Germania                     | 77                |
| Giappone                     | 89                |
| Irlanda                      | 48                |
| Italia                       | 23                |
| Paesi Bassi                  | 32                |
| Regno Unito                  | 45                |
| Stati Uniti                  | 40                |
| Stati Uniti (rock)           | 3                 |
| Stati Uniti (rock streaming) | 2                 |
| Spagna                       | 49                |
| Svezia                       | 42                |
| Svizzera                     | 16                |
| Ungheria                     | 8                 |